# Molophilus ermolenkoi
Molophilus ermolenkoi är en tvåvingeart som beskrevs av Evgenyi Nikolayevich Savchenko 1976. Molophilus ermolenkoi ingår i släktet Molophilus och familjen småharkrankar. Inga underarter finns listade i Catalogue of Life.